# Calopteryx japonica
Calopteryx japonica är en trollsländeart som beskrevs av Selys 1869. Calopteryx japonica ingår i släktet Calopteryx och familjen jungfrusländor. Inga underarter finns listade i Catalogue of Life.

## Bildgalleri

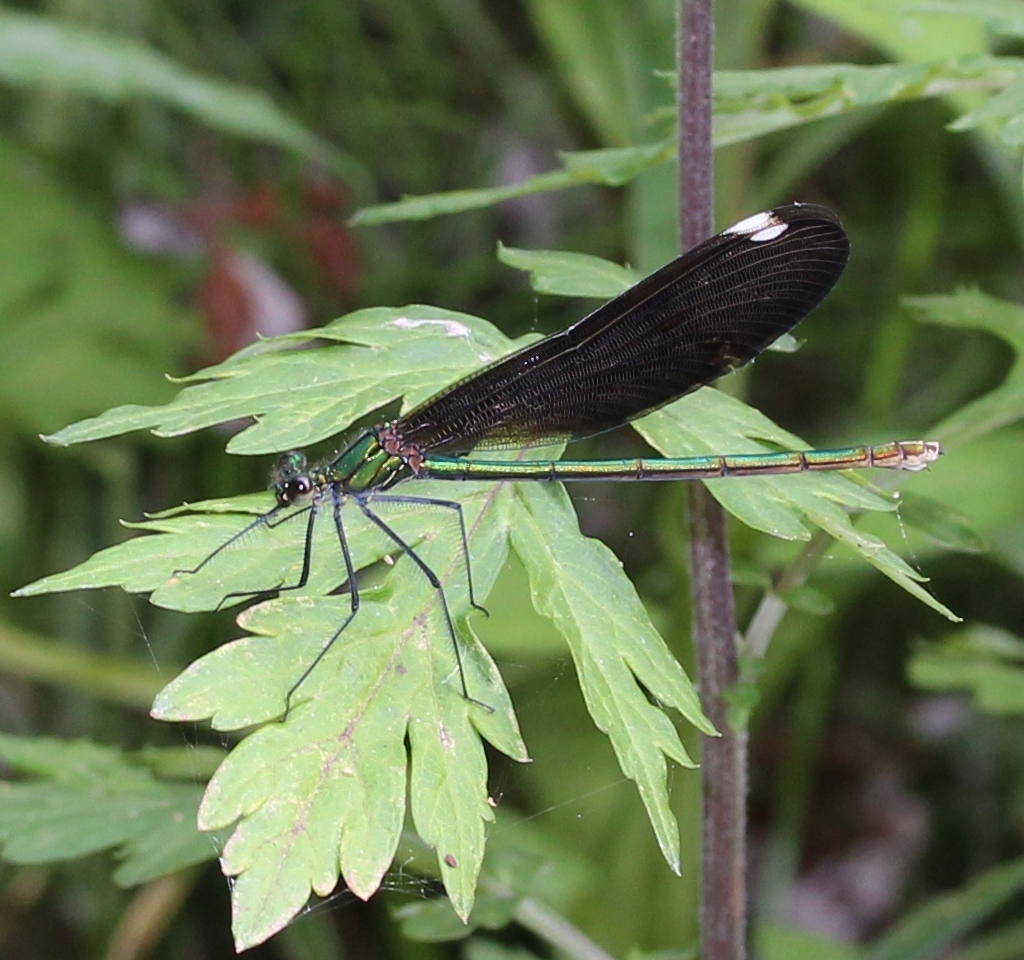